# Рей Романо
Рей Романо (англ. Ray Romano; нар. 21 грудня 1957, Нью-Йорк, США) — американський актор, лауреат премій «Еммі» та Гільдії кіноакторів США.

## Біографія
Реймонд Альберт Романо народився в Квінзі, Нью-Йорк. Його батько Альберт Романо (1925 — 2010) працював інженером та ріелтером, мати Люсі — викладач музики. Має старшого брата Річарда — офіцер поліції та молодшого — Роберта, який працює вчителем середньої школи у Квінзі. Виріс актор у Форест-Хіллзі. Після закінчення Hillcrest High School, вступив до коледжу Квінза на спеціальність «Бухгалтерський облік».

## Кар'єра
Романо розпочав свою кар'єру як комедійний актор у 1989. У 1996 році почав виходити в ефір американській комедійний серіал «Усі люблять Реймонда», який протримався на телебаченні дев'ять сезонів. За роль Реймонда Берона в ньому актор отримав премії «Еммі», «Вибір народу», Премію Гільдії кіноакторів США. Шоу входить до списку п'ятдесяти найкращих комедій усіх часів. Після завершення зйомок телесеріалу Рей з'являвся епізодично на телеекранах.
У 2009 виходить новий комедійно-драматичний телесеріал «Чоловіки середнього віку». Актор виконав роль власника крамниці, який мав пристрасть до азартних ігор. Серіал не здобув великої популярності: у 2011 його зняли з ефіру після двох сезонів.
У 2016 виходить серіал «Вініл» Мартіна Скорсезе. В ньому актор виконує головну роль.
Рей Романо також зарекомендував себе як актор озвучування. У 2005 озвучив друга Гомера у мультсеріалі «Сімпсони», а потім мамонта Менні у всіх частинах «Льодовикового періоду».
У 2019 році Романо знявся в комедійному фільмі Netflix "Паддлтон" і зобразив адвоката мафії Білла Буфаліно у фільмі Мартіна Скорсезе "Ірландець".

## Особисте життя
У 1983 познайомився зі співробітницею банку Анною Скарпулла (англ. Anna Scarpulla), у 1987 пара одружилася. У 1990 році в родині народилася перша донька Олександра. Три роки потому у пари з'явилися близнюки Грегорі та Метью. У Анни та Рея також є син 1998 року народження Джозеф Реймонд.

## Фільмографія

### Фільми
| Рік  | Назва                                          | Оригінальна назва              | Роль            | Примітки        |
| ---- | ---------------------------------------------- | ------------------------------ | --------------- | --------------- |
| 1990 | «Салат Цезаря»                                 | Caesar's Salad                 | поліцейський    | короткометражка |
| 2002 | «Льодовиковий період»                          | Ice Age                        | Манфред (Менні) | озвучка         |
| 2004 | «Ласкаво просимо до Лосиної затоки»            | Welcome to Mooseport           | Генді Гаррісон  |                 |
| 2004 | «Божевільні похорони»                          | Eulogy                         | Скіп Коллінз    |                 |
| 2004 |                                                | 95 Miles to Go                 | грає себе       |                 |
| 2006 | «Льодовиковий період 2: Глобальне потепління»  | Ice Age: The Meltdown          | Манфред (Менні) | озвучка         |
| 2006 | «Смажені»                                      | Grilled                        | Моріс           |                 |
| 2008 | «Останнє слово»                                | The Last Word                  | Абель           |                 |
| 2008 |                                                | The Grand                      | Фред Марш       |                 |
| 2009 | «Льодовиковий період 3: Ера динозаврів»        | Ice Age: Dawn of the Dinosaurs | Манфред (Менні) | озвучка         |
| 2009 | «Приколісти»                                   | Funny People                   | грає себе       | камео           |
| 2012 | «Льодовиковий період 4: Континентальний дрейф» | Ice Age: Continental Drift     | Манфред (Менні) | озвучка         |
| 2014 | «Гангста Love»                                 | Rob the Mob                    | Джеррі Кордозо  |                 |
| 2016 | «Льодовиковий період: Курс на зіткнення»       | Ice Age: Collision Course      | Манфред (Менні) | озвучка         |
| 2017 |                                                | The Big Sick                   |                 |                 |
| 2019 | «Ірландець»                                    | The Irishman                   | Білл Буфаліно   |                 |
| 2026 | «Льодовиковий період 6»                        | Ice Age 6                      | Манфред (Менні) | озвучка         |

### Серіали
| Рік       | Назва                      | Оригінальна назва                | Роль                         | Примітки     |
| --------- | -------------------------- | -------------------------------- | ---------------------------- | ------------ |
| 1995–1997 | «Доктор Кац»               | Dr. Katz, Professional Therapist | Рей                          | 7 епізодів   |
| 1996–2005 | «Усі люблять Реймонда»     | Everybody Loves Raymond          | Реймонд Барон                | 210 епізодів |
| 1997      | «Шоу Косбі»                | Cosby                            | Реймонд Барон                | 1 епізод     |
| 1998–2005 | «Король Квінза»            | The King of Queens               | Реймонд Барон                | 4 епізоди    |
| 1998      | «Няня»                     | The Nanny                        | Реймонд Барон                | 1 епізод     |
| 1999      |                            | Becker                           | Реймонд Барон                | 1 епізод     |
| 2005      | «Сімпсони»                 | The Simpsons                     | Рей Магіні                   | 1 епізод     |
| 2007      | «Люблю тебе до смерті»     | 'Til Death                       | гість італійського ресторану | 1 епізод     |
| 2007      |                            | The Knights of Prosperity        | грає себе                    | 3 епізоди    |
| 2008      | «Ханна Монтана»            | Hannah Montana                   | грає себе                    | 1 епізод     |
| 2009–2011 | «Чоловіки середнього віку» | Men of a Certain Age             | Джо Транеллі                 | 22 епізоди   |
| 2011      | «Офіс»                     | The Office                       | Мерв                         | 1 епізод     |
| 2011      | «Буває й гірше»            | The Middle                       | Нікі                         | 1 епізод     |
| 2012–2015 | «Батьки»                   | Parenthood                       | Генк Різзолі                 | 44 епізоди   |
| 2016      | «Вініл»                    | Vinyl                            | Зак Янкович                  | 10 епізодів  |
| 2016      |                            | Kevin Can Wait                   | Вік                          | 1 епізод     |